# Viradectis

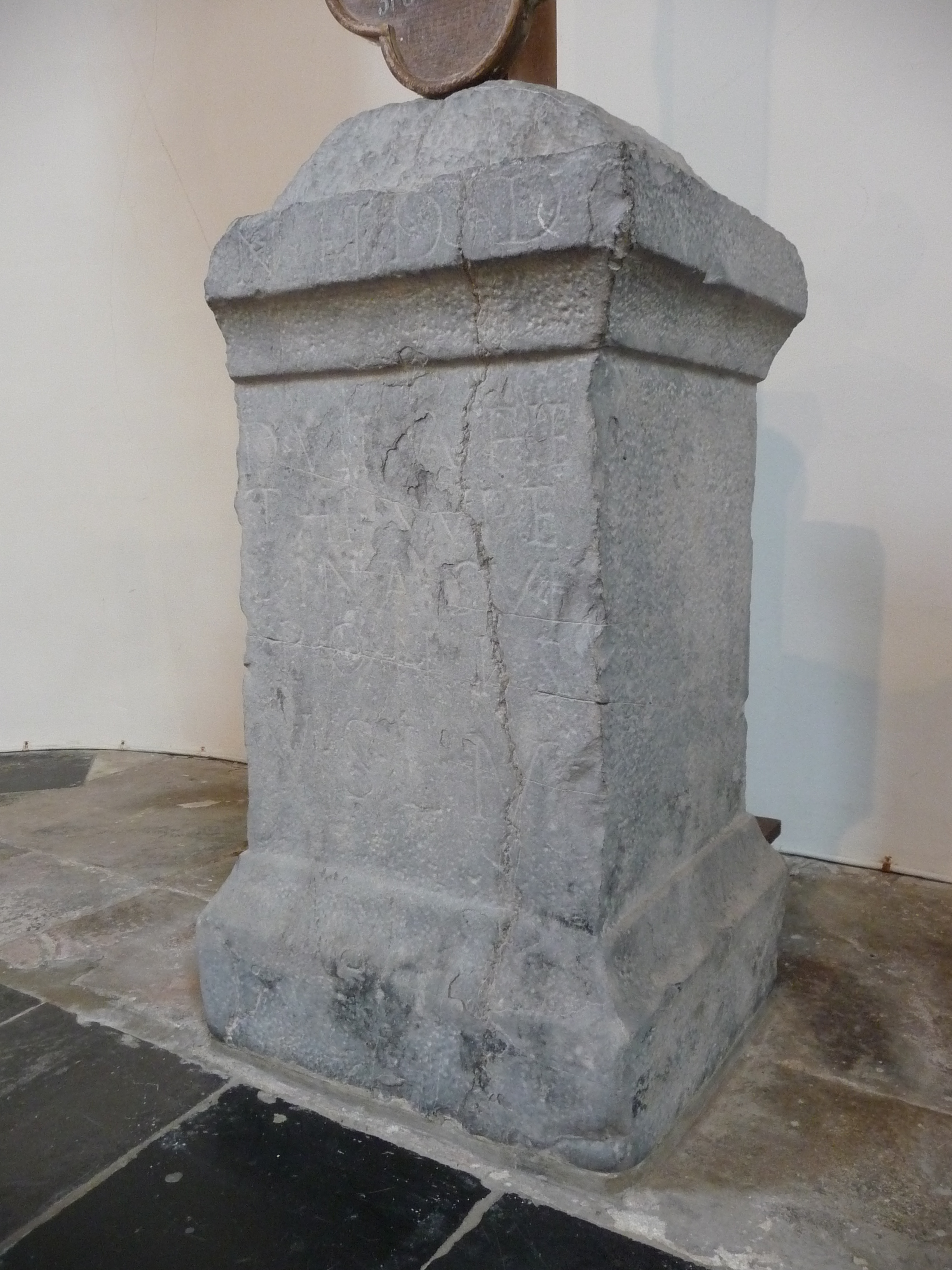
Votiefsteen uit Strée-lez-Huy

Viradectis, onder meer ook wel Viradecdis, Virathetis en Viradecthis genoemd, was een Germaanse en/of Keltische godin in de Romeinse tijd. Haar naam kent men onder meer van votiefstenen van de Tungri.

## Vondsten

### Schotland
In Schotland werd een votiefsteen gevonden bij een Romeins kamp te Birrens (Blatobulgium), Dumfries and Galloway in 1772 met de inscriptie:
Deae Viradecthi pagus Condrustis milit in coh II Tungror sub Silvio Auspice praef
Vertaald: Gewijd aan de godin Viradecthis, de soldaten van de pagus Condroz die dienen in het tweede cohort der Tungri onder leiding van Silvius Auspex [hebben dit opgericht]

### Nederland
In Nederland werd bij het Utrechtse castellum Fectio in 1869, tijdens de bouw van Fort Vechten een votiefsteen (wij-altaar) gevonden uit de late 2e eeuw met daarop de tekst:
Deae Viradecdi cives Tungri et nautae qui Fectione consistent votum solverunt libentus merito
Vertaald: Aan de godin Viradecdis hebben de cives en schippers, de Tungri, die in Vechten gevestigd zijn, hun gelofte ingelost, gaarne en met reden

### België
In het Belgische dorp Strée-lez-Huy werd in 1967 in de kerk bij de verplaatsing van het hoogaltaar in het fundament ook een votiefsteen aangetroffen. Men vermoedt dat de steen daar destijds bewust was aangebracht als symbool van de triomf van het christendom over het vroegere geloof. Vele christelijke kerken werden gebouwd op heilige heidense plaatsen.

## Naam
Belgo-Romaanse versies van de naam van deze godin Virodactis waarin aanwijzingen zitten voor vroegtijdige germaniserende uitspraak zijn Viradecthis en Virathethis (vormen uit de Condroz) en Viradecdis (Tongerse vorm).
Niets wijst er op dat aan deze godin veel waarde werd gehecht in het gelatiniseerde grote imperium. Deze vormen hebben niettemin een aantal generaties lang kunnen overleven, hetzij in de intimiteit van de familie, hetzij in de militaire cohorten van Tongeren.